# Новак Гребострек
Новак Гребострек је био велики српски војвода у Српском краљевству у раном 14. веку, за време владавине Стефана Уроша II Милутина (1282—1321).
Краљ Милутин послао је 1312. године војску под командом Новака да помогне Византији у борби против Турака. Одред под вођством великог војводе Новака провео је годину дана у успешној борби против Турака у Малој Азији.
Византијски цар Андроник II Палеолог дао је Србији град Кучево. Новакове победе забележене су у записима цркве Светог Ђорђа у Старом Нагоричину.